# Comusia rufa
Comusia rufa là một loài bọ cánh cứng trong họ Cerambycidae.